# Gestionnaire de mots de passe

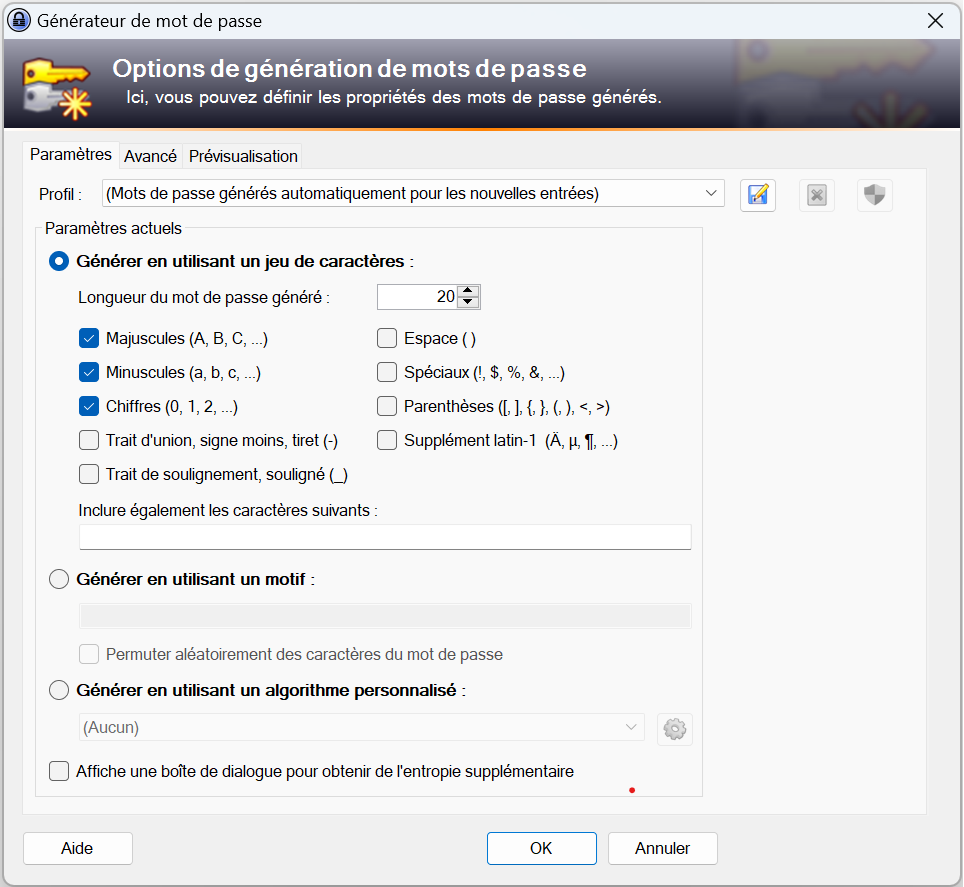
Capture d'écran de KeePass, générateur de mots de passe en local.

Un gestionnaire de mots de passe est un type de logiciel ou de service en ligne qui permet à un utilisateur de gérer ses mots de passe, soit en centralisant l'ensemble de ses identifiants et mots de passe dans une base de données (portefeuille), soit en les calculant à la demande. Le gestionnaire de mots de passe est protégé par un mot de passe unique — appelé mot de passe maître —, le seul que l'utilisateur se doit de retenir.
Affranchi de la contrainte de se souvenir de ses différents mots de passe, l'utilisateur peut ainsi se permettre d'en choisir de plus compliqués (et donc de plus robustes), et d'avoir un mot de passe différent pour chaque compte ou chaque document (de sorte que si l'un des mots de passe est intercepté, les autres comptes ou documents ne sont pas rendus vulnérables).
Cet article traite essentiellement des portefeuilles de mots de passe.

## Sécurité
En principe, les mots de passe sont stockés de manière chiffrée. Néanmoins, lorsque le programme accède aux données, il est fréquent que celles-ci soient temporairement stockées en clair, ce qui peut poser des problèmes de sécurité, puisqu'un logiciel malveillant exécuté à l'insu de l'utilisateur, tel qu'un cheval de Troie, pourrait y accéder.
Le principal inconvénient d'un gestionnaire de mots de passe tient au fait que si le mot de passe principal est découvert, l'ensemble de ceux qui sont enregistrés est compromis. Ceci illustre la relation qui existe entre l'utilisabilité et la sécurité : une utilisabilité accrue implique des risques plus élevés.

### Méthodes de chiffrement
Pour chiffrer les informations qu'ils gèrent, les gestionnaires de mots de passe utilisent des algorithmes de chiffrement. Les plus fréquemment employés sont :
- AES, sans doute le plus connu, est utilisé par la plupart des logiciels, dont LastPass, KeePass, 1Password, Bitwarden, Teamlock, Keeper et LockSelf.
- Twofish est également implémenté dans le même KeePass.

Ce sont tous des algorithmes de chiffrement symétrique, c'est-à-dire à clé secrète servant à la fois au chiffrement et au déchiffrement des informations.

## Formes
Un gestionnaire de mots de passe peut prendre la forme d'un logiciel autonome, ou d'un module d'extension pour un navigateur web. Les mots de passe peuvent être stockés en local (sur un disque dur, sur un support amovible tel qu'une clé USB), en utilisant les technologies de l'informatique en nuage, ou bien sur un site web. Cette dernière solution a l'avantage d'être accessible depuis n'importe quel ordinateur connecté à Internet, et de réduire le risque de perdre les mots de passe en cas de défaillance du support de stockage ; quant au risque d'interception lors de l'échange sur le réseau, il peut être évité par un chiffrement côté client. Les gestionnaires de mots de passe en ligne constituent une alternative aux systèmes d'authentification unique tels qu'OpenID, et peuvent servir de solution temporaire en attendant leur implémentation.

## Fonctionnalités
Certains gestionnaires de mots de passe sont capables de remplir automatiquement les formulaires de saisie, à la place de l'utilisateur, dès que l'un des mots de passe enregistrés est requis. Ceci constitue une bonne parade à l'hameçonnage, dans la mesure où, contrairement à un humain, un système de saisie automatique ne peut pas être leurré par des interfaces graphiquement proches. Cependant, certaines procédures d'authentification trop complexes peuvent ne pas être prises en charge par tous les gestionnaires de mots de passe.
Certains gestionnaires de mots de passe sont aussi capables de tester la robustesse des mots de passe, et/ou d'en générer de manière aléatoire.
Sont apparus récemment des dispositifs conçus spécifiquement pour créer, protéger et gérer les mots de passe dits « administrateur » ou « privilège » (exemple : ROOT sur un serveur). Ces solutions sont capables de générer un mot de passe selon une politique prédéfinie, d'en assurer la protection (stockage chiffré), les rotations (choix de la fréquence) et la traçabilité de l'usage. Les mots de passe importants (mainframe, serveurs, bases de données, pare-feu, iPBX, commutateur fédérateur, annuaire LDAP ou Active Directory, etc.) ne sont ainsi plus connus des administrateurs, qui doivent désormais les obtenir de la solution, après authentification.
Les dernières versions de ces solutions sont également capables de gérer les mots de passe embarqués dans les applications.

## Liste

### Libres
- Pass
- Bitwarden
- KeePass
- Passbolt
- LessPass
- Teamlock
- Password Safe (en)
- Proton Pass

### Propriétaires
- 1Password développé par AgileBits.
- Mots de passe (Apple)
- Dashlane
- Enpass
- Evidian Enterprise SSO, Evidian Authentication Manager, Evidian Web SSO
- Evitag NFC - Gestionnaire matériel
- Gatora
- Hoplite Key Manager - Gestionnaire matériel français
- Keeper
- LastPass
- Lockself - Gestionnaire de mots de passe pour entreprise.
- MemMyPass
- Norton password manager - Développé par Norton LifeLock
- Kaspersky Password Manager - Développé par Kaspersky Lab

### Informations de base
| Nom                      | Licence                                       | Système d'exploitation prise en charge                                                                         | Intégration navigateur                                                                      | Format d'accès                         | Fuites connues  |
| ------------------------ | --------------------------------------------- | --- | ------------------------------------------------------------------------------------------- | -------------------------------------- | --------------- |
| 1Password                | Propriétaire                                  | Android, iOS, Linux, macOS, Windows                                                                            | Oui                                                                                         | Application et Saas                    |                 |
| Bitwarden                | Server : AGPL-3.0-only Clients : GPL-3.0-only | Android, iOS, Linux, macOS, Windows                                                                            | Oui                                                                                         | Application et Saas                    |                 |
| Dashlane                 | Propriétaire / Freemium                       | Android, iOS, macOS, Windows                                                                                   | Oui                                                                                         | Application et Saas                    |                 |
| Enpass                   | Propriétaire                                  | Android, BlackBerry 10, iOS, Windows Store, Windows Phone, macOS, Windows, Linux                               | Oui                                                                                         | Application et Saas                    |                 |
| Firefox Lockwise         | Mozilla Public License                        | Logiciel multiplateforme, application mobile)                                                                  | Oui                                                                                         | Saas                                   |                 |
| GNOME Keyring            | GPL-2.0-or-later                              | Type Unix | Intégration avec GNOME Web et Chromium, extension non officielle pour Firefox               | Application                            |                 |
| Google Password Manager  | Propriétaire                                  | | Oui                                                                                         | Saas                                   |                 |
| Intuitive Password       | Propriétaire / Freemium                       | Android, iOS, Linux, macOS, Windows, Windows Phone                                                             | Oui                                                                                         | Saas                                   |                 |
| KeePass                  | GPL-2.0-or-later                              | Windows, (portage informatique non officiel : Android, iOS, Linux, macOS, Windows Phone)                       | Oui, par saisie automatique                                                                 | Application, synchronisation externe   |                 |
| KeePassX                 | GPL-2.0-only or GPL-3.0-only                  | Windows, Linux, macOS                                                                                          | Oui, par saisie automatique                                                                 | Application                            |                 |
| KeePassXC                | GPL-2.0-only or GPL-3.0-only                  | Windows, Linux, macOS                                                                                          | Oui                                                                                         | Application, synchronisation externe   |                 |
| Keeper                   | Propriétaire / Freemium                       | Android, iOS, Kindle, Linux, Nook, macOS, Windows, Windows Phone                                               | Oui                                                                                         | Application et Saas                    |                 |
| KeeWeb                   | MIT                                           | Windows, Linux, macOS, version WEB                                                                             | Oui, par saisie automatique                                                                 | Application, Saas et Application web   |                 |
| Keychain                 | APSL-2.0                                      | iOS (en tant que trousseau iCloud), macOS                                                                      | en version iCloud                                                                           | Logiciel utilitaire                    |                 |
| KWallet                  | LGPL                                          | Type Unix | Intégration avec Konqueror et Chromium, par module complémentaire non officiel pour Firefox | Application                            |                 |
| LastPass                 | Propriétaire / Freemium                       | Logiciel multiplateforme et application mobile                                                                 | Oui                                                                                         | Application et Saas                    | 1. 2015 2. 2022 |
| Mots de passe (Apple)    | Propriétaire                                  | iOS, macOS, iPadOS, visionOS et Windows                                                                        | Oui (via le ChromeStore sur Windows)                                                        | Application                            | Non             |
| Meldium                  | Propriétaire / Freemium                       | Logiciel multiplateforme et application mobile                                                                 | Oui                                                                                         | Saas                                   |                 |
| Mitro (defunct)          | GPL-3.0-only                                  | Logiciel multiplateforme                                                                                       | Oui                                                                                         | Saas                                   |                 |
| Mitto                    | Propriétaire / Saas                           | Logiciel multiplateforme                                                                                       | Oui                                                                                         | Saas                                   |                 |
| Myki                     | Propriétaire / Freemium                       | Logiciel multiplateforme et application mobile                                                                 | Oui                                                                                         | Application et Saas                    |                 |
| NordPass                 | Propriétaire / Freemium                       | Android, iOS, macOS, Windows, Linux                                                                            | Oui                                                                                         | Application avec fournisseur de preuve |                 |
| oneID (defunct)          | Propriétaire / Freemium                       | Logiciel multiplateforme et application mobile                                                                 | Oui                                                                                         | Application et Saas                    |                 |
| Pass                     | GPL-2.0-or-later                              | Android, FreeBSD, Linux, macOS                                                                                 | Par module complémentaire Firefox et Chromium                                               | Application et Git                     |                 |
| Password Safe            | Artistic-2.0                                  | Android, iOS, Linux (beta), FreeBSD (beta), Windows (portage informatique non officiel : macOS, Windows Phone) | par saisie automatique                                                                      | Application                            |                 |
| Pleasant Password Server | Propriétaire                                  | Logiciel multiplateforme et application mobile                                                                 | Oui                                                                                         | Application                            |                 |
| Proton Pass              | GPL-3.0-or-later                              | application mobile                                                                                             | module complémentaire pour Chrome, Firefox, Brave et Edge                                   | Saas                                   |                 |
| SafeInCloud              | Propriétaire                                  | Android, iOS, macOS, Windows                                                                                   | Oui                                                                                         | Application et Saas                    |                 |
| Yojimbo                  | Propriétaire                                  | macOS, iOS (iPad seulement)                                                                                    | Non                                                                                         | Application et Saas                    |                 |

### Caractéristiques
| Fournisseur                    | Coût                                       | Import à partir du navigateur | Import des concurrents | Authentification multifacteur | Export des données | Enregistrement automatique du mots de passe | Remplissage automatique du mots de passe | Formulaires       | Formulaire d'identité multiple | Rapport sur la force des mots de passe | Partage sécurisé                   | Digital legacy (en) | Application portable | Mots de passe des applications | Menu du navigateur des connexions | Chiffrement au niveau des applications | Partage sécurisé des mots de passe |
| ------------------------------ | ------------------------------------------ | ----------------------------- | ---------------------- | ----------------------------- | ------------------ | ------------------------------------------- | ---------------------------------------- | ----------------- | ------------------------------ | -------------------------------------- | ---------------------------------- | ------------------- | -------------------- | ------------------------------ | --------------------------------- | -------------------------------------- | ---------------------------------- |
| 1Password                      | $3–5 (mensuel)                             | Oui                           | Oui                    | Oui                           | Oui                | Oui                                         | Oui                                      | Oui               | Oui                            | Oui                                    | Oui                                | Oui                 | Oui                  | Oui                            | Oui                               | Oui                                    | Oui                                |
| Bitwarden                      | Prix libre ou $10 (annuel)                 | Oui                           | Oui                    | Oui                           | Oui                | Oui                                         | Oui                                      | Oui               | Oui                            | Oui                                    | Oui                                | Dépend              | Oui Read only        | Oui                            | Oui                               | Oui                                    | Oui                                |
| Dashlane                       | Prix libre ou $4.99/$9.99 (mensuel)        | Oui                           | Oui                    | Oui                           | Oui                | Oui                                         | Oui                                      | Oui               | Oui                            | Oui                                    | Oui                                | Oui                 | Oui                  | Oui                            | Oui                               | Oui                                    | Oui                                |
| Encryptr                       | Prix libre                                 | Non                           | ?                      | Non                           | Oui                | Non                                         | ?                                        | Non               | ?                              | Non                                    | ?                                  | ?                   | ?                    | ?                              | ?                                 | ?                                      | ?                                  |
| Enpass (en)                    | Prix libre ou $12 (annuel)                 | Non                           | Oui                    | Oui                           | Oui                | Oui                                         | Non                                      | Oui               | Oui                            | Oui                                    | Oui                                | Oui                 | Oui                  | Oui                            | Oui                               | Oui                                    | Non                                |
| GNOME Keyring                  | Prix libre                                 | ?                             | ?                      | ?                             | ?                  | ?                                           | ?                                        | ?                 | ?                              | ?                                      | ?                                  | ?                   | ?                    | ?                              | ?                                 | ?                                      | ?                                  |
| Intuitive Password (en)        | Prix libre ou $2 (mensuel)                 | Non                           | Oui                    | Oui                           | Oui                | Oui                                         | Oui                                      | Oui               | Non                            | Oui                                    | Oui                                | Dépend              | Oui                  | Oui                            | Oui                               | Oui                                    | ?                                  |
| KeePass                        | Prix libre                                 | Oui                           | Oui                    | Oui (Plugin)                  | Oui                | Oui                                         | Oui                                      | Oui               | Oui                            | Oui                                    | Optionnel (Requires add-on server) | Dépend              | Oui                  | Oui                            | Oui                               | Oui                                    | ?                                  |
| KeePassXC                      | Prix libre                                 | Oui                           | Oui                    | Oui                           | Oui                | Oui                                         | Oui                                      | Oui               | Oui                            | Oui                                    | Non                                | Dépend              | Oui                  | Oui                            | Oui                               | Oui                                    | ?                                  |
| Keeper (password manager) (en) | Prix libre ou $30 (annuel)                 | Oui                           | Oui                    | Oui                           | Oui                | Oui                                         | Oui                                      | Oui               | Oui                            | Oui                                    | Oui                                | Oui                 | Oui                  | Oui                            | Oui                               | Oui                                    | Oui                                |
| KeeWeb (en)                    | Prix libre                                 | Non                           | Oui                    | Non                           | Oui                | Oui                                         | Oui                                      | Oui               | Oui                            | Non                                    | Oui                                | Dépend              | Oui                  | Oui                            | Oui                               | Oui                                    | ?                                  |
| KWallet (en)                   | Prix libre                                 | ?                             | ?                      | ?                             | ?                  | ?                                           | ?                                        | ?                 | ?                              | ?                                      | ?                                  | ?                   | ?                    | ?                              | ?                                 | ?                                      | ?                                  |
| LastPass                       | Prix libre ou $36.00 (annuel)              | Oui                           | Oui                    | Oui                           | Oui                | Oui                                         | Oui                                      | Oui               | Oui                            | Oui                                    | Oui                                | Oui                 | Oui                  | Oui                            | Oui                               | Oui                                    | Oui                                |
| Myki (password manager) (en)   | Prix libre                                 | Oui                           | Oui                    | Oui                           | Oui                | Oui                                         | Oui                                      | Oui               | Non                            | Oui                                    | Oui                                | Peut-être           | Oui                  | Oui                            | Oui                               | Oui                                    | ?                                  |
| NordPass                       | No cost ou $2.99 mo when paying for a year | Oui                           | Oui                    | Oui                           | Oui                | Oui                                         | Oui                                      | Oui               | Oui                            | Oui                                    | Oui                                | Non                 | Non                  | Non                            | Oui                               | Oui                                    | Oui                                |
| Norton Password Manager        | Prix libre                                 | Oui                           | Oui                    | Non                           | Oui                | Oui                                         | Oui                                      | Oui               | Oui                            | Non                                    | Non                                | Non                 | Oui (iOS - US only)  | Oui                            | Oui                               | Oui                                    | ?                                  |
| Pass                           | Prix libre                                 | Oui                           | Oui (Third-Party)      | Oui                           | Oui                | Oui (Third-Party)                           | Oui (Third-Party)                        | Oui (Third-Party) | Oui                            | Oui (Third-Party)                      | Oui                                | Dépend              | Oui                  | Oui                            | Oui (Third-Party)                 | Oui                                    | ?                                  |
| Pleasant Password Server (en)  | Prix libre ou $10 (mensuel)                | Oui                           | Oui                    | Oui                           | Oui                | Oui                                         | Oui                                      | Oui               | Oui                            | Oui                                    | Oui                                | Oui                 | Oui                  | Oui                            | Oui                               | Oui                                    | ?                                  |
| Passkey Portable               | Prix libre                                 | Non                           | Oui                    | Non                           | Oui                | Non                                         | Non                                      | Oui               | Oui                            | Non                                    | Oui                                | Oui                 | Oui                  | Oui                            | Non                               | Oui                                    | ?                                  |